# Pão francês
O pão francês, também conhecido como pão de sal, pão de trigo, pão massa grossa, careca, pão jacó, cacetinho, média, carioquinha, filão ou pão carioca é um tipo de pão de tamanho pequeno, no formato cilíndrico e alongado, com miolo branco e macio e casca dourada e crocante popular no Brasil. É feito de farinha, sal, água e fermento. Apesar do nome, o pão surgiu no Brasil, onde é bastante popular, e não na França.
Além do Brasil, é comido também no Chile, na região dos Andes da Bolívia e do Peru mas também pode ser encontrado na Argentina e no Uruguai.
A marraqueta boliviana pesa de 60 a 75 g, é vendido por unidade e é comum na região metropolitana de La Paz e El Alto. É normalmente consumido nas manhãs e nas tardes. A marraqueta chilena é, propriamente falando, vendida em quantidades pequenas e produzido em grupos, normalmente de quatro.
O pão francês é chamado assim no Brasil por influência das classes mais altas no final do século XIX e início do século XX, que admiravam a cultura francesa e tentavam replicar costumes europeus. Nessa época, a elite brasileira pedia aos padeiros que fizessem um pão semelhante ao que era servido em Paris, que era mais claro e crocante. Com o tempo, o pão foi adaptado ao gosto brasileiro, e o nome "pão francês" permaneceu, mesmo sendo uma criação totalmente brasileira.

## História
O hábito de consumir pães pequenos parece ser relativamente recente, pois no século XVIII na França era muito consumido o pão escuro - chamado de “pão do povo” - o alimento feito com farinha branca era consumido principalmente pela nobreza/burguesia devido ao alto preço. No século XIX, a farinha de trigo branca ("a farinha francesa") popularizou-se e foi criado a baguete, com casca externa dourada e crocante e miolo interior macio.
No norte de Portugal, os papossecos são popularmente chamados “moletes”, o que pode estar relacionado com as invasões francesas, em 1809: a segunda invasão foi comandada pelo general Moulet que, vendo a escassez de cereais, ordenou que fizessem pães pequenos para os seus soldados; o “pão do general Moulet” tornou-se popular e passou a ser conhecido pela forma referida.
No Brasil, o pão francês parece ter surgido no início do século XX, quando os burgueses (elite) da Primeira república adotaram a cultura francesa da “Belle époque” como padrão em vários aspectos: gastronomia, moda, artes e nos hábitos sociais. Esta elite ao viajar à França impressionou-se com a baguete. Ao retornar de viajar desejavam copiar este alimento no Brasil nas padarias locais, "o tal pãozinho francês" das boulangeries parisienses. As padarias, que ainda faziam um pão escuro, foram instadas a imitar uns pãezinhos alongados com miolo branco e crosta dourada.  Aparentemente, a receita não reproduz o pão que se consumia em França nessa altura, mas ficou conhecido como “pão francês”, conhecido noutros países como “pão brasileiro”.

### Nomes
O nome do pão varia consideravelmente dentro do Brasil. Além de pão francês, também é conhecido como pão de sal, cacetinho, pão de Jacó ou pão carioquinha. Em Portugal, os pãezinhos equivalentes são conhecidos como papossecos (ou papo-secos) ou carcaças.

## Consumo
Os pães franceses são geralmente consumidos em refeições como o café da manhã e o lanche da tarde. Segundo os dados da Pesquisa de Orçamento Familiar (POF 2008-2009) do Instituto Brasileiro de Geografia e Estatística (IBGE) o consumo per capita do pão de sal foi de 53g/dia.

## Ingredientes principais e suas funções
Os principais ingredientes do pão francês são: farinha de trigo, água, sal, fermento biológico e melhorador de farinha, os quais possuem as seguintes funções:
- Farinha de trigo: é o ingrediente básico na formulação. Tem a função de fornecer as proteínas formadoras do glúten, além de outras proteínas. O glúten (complexo protéico) é formado quando a farinha de trigo, a água e os demais ingredientes são misturados e sofrem uma ação mecânica (amassamento). O glúten dá elasticidade e consistência à massa, retém o gás carbônico (CO2) oriundo da fermentação e faz com que haja um aumento do volume do pão. Atualmente no Brasil toda farinha de trigo deve ser enriquecida com ácido fólico e ferro, conforme Resolução RDC nº 344, de 13 de dezembro de 2002. Essa medida visa auxiliar a redução de problemas de saúde como a anemia ferropriva e as doenças de má formação fetal do tubo neural.[13]
- Água: é importante para a formação da massa e para o controle da sua temperatura. A falta deste ingrediente não permite a formação completa do glúten e faz com que o desenvolvimento da massa seja irregular. Por outro lado, o seu excesso provoca o enfraquecimento do glúten, retardando a formação da massa. Também contribui para o desenvolvimento da fermentação do pão.
- Fermento biológico: é a levedura e outros microrganismos utilizados em processos de tecnologia alimentar que envolvem fermentação. Quando adicionada à massa, a levedura utiliza o açúcar como alimento e o transforma em gás carbônico, álcool e substâncias aromáticas. O gás produzido é o responsável pelo crescimento da massa. O álcool e as substâncias aromáticas contribuem para o sabor e aroma do pão.
- Sal: é o cloreto de sódio (NaCl) responsável pela melhoria do desenvolvimento da massa, fortalecimento da rede de glúten, formação da crosta crocante do pão, sabor e conservação do produto (vida de prateleira). A sua ausência prejudica o crescimento do pão e a sua qualidade, porém o seu excesso inibe o desenvolvimento da levedura, prejudica a fermentação do pão, além de contribuir para uma maior ingestão de sódio na alimentação.
- Melhorador de farinha: é um aditivo que agregado à farinha, melhora sua qualidade tecnológica para os fins a que se destina. Além disso, reforça a rede de glúten e consequentemente melhora a capacidade de retenção de gás.[14]
- Outros: açúcar, dentre outros ingredientes.

Segundo a Lei nº. 10.273, de 5 de setembro de 2001, é proibido o uso de bromato de potássio em qualquer quantidade, nas farinhas, no preparo de massas e nos produtos de panificação.

## Composição nutricional
Na receita de pão francês, normalmente, as quantidades dos ingredientes (água, sal, fermento biológico e melhorador de farinha) são calculadas a partir da quantidade de farinha de trigo utilizada. Do total da massa (100%) a farinha corresponde com 60,6%, conforme demonstrado na tabela a seguir:
| Ingrediente           | Percentual (%) |
| --------------------- | -------------- |
| Farinha de Trigo      | 60,6%          |
| Água                  | ±36,4%         |
| Sal                   | 1,2%           |
| Fermento Biológico    | 1,2%           |
| Melhorador de Farinha | 0,6%           |

Para a elaboração de um pão francês de aproximadamente 50 gramas, tamanho habitualmente consumido no país,[carece de fontes?] verifica-se que cada ingrediente irá contribuir para a composição nutricional do produto, de acordo com o especificado na seguinte tabela:
| Composição Nutricional        | Farinha de trigo (38g) | Água (23g) | Sal (0,8g) | Fermento biológico (0,8g) | TOTAL |
| ----------------------------- | ---------------------- | ---------- | ---------- | ------------------------- | ----- |
| Valor energético (kcal)       | 137                    | 0          | 0          | 0,7                       | 137   |
| Carboidratos (g)              | 28,5                   | 0          | 0          | 0,7                       | 28,5  |
| Proteínas (g)                 | 3,4                    | 0          | 0          | 0,1                       | 4,1   |
| Gorduras totais (g),das quais | 0,5                    | 0          | 0          | 0                         | 0,5   |
| Gorduras saturadas (g)        | não identificado       | 0          | 0          | 0                         | 0     |
| Gorduras trans (g)            | 0                      | 0          | 0          | 0                         | 0     |
| Fibra alimentar (g)           | 0,9                    | 0          | 0          | 0                         | 0,9   |
| Sódio (mg)                    | 0,4                    | 0          | 320        | 0,3                       | 320,7 |

## Aspectos legais
O Instituto Nacional de Metrologia, Qualidade e Tecnologia (Inmetro) regula aspectos da venda do produto. Conforme a portaria 146 do instituto, de 20 de junho de 2006, o pão francês só pode ser vendido por peso no território brasileiro.
A desoneração da cesta básica que foi anunciada em 8 de maio de 2013 pela presidente Dilma Rousseff, tornando todos os produtos da cesta básica livres do pagamento de impostos federais, inclui o pão francês.[carece de fontes?]